# Avenue Émile-Zola (métro de Paris)
Pour les articles homonymes, voir Avenue Émile-Zola.
Avenue Émile-Zola est une station de la ligne 10 du métro de Paris, située dans le 15e arrondissement de Paris.

## Situation
La station est implantée sous l'extrémité orientale de l'avenue Émile-Zola, à l'ouest de son débouché sur l'intersection avec la rue du Commerce, la rue Fondary et la rue Frémicourt qui la prolonge vers l'est, au sein du quartier administratif de Grenelle. Orientée selon un axe est-ouest, Avenue Émile-Zola s'intercale entre les stations Charles Michels et La Motte-Picquet - Grenelle.
Le tunnel de la ligne 8 entre Commerce et La Motte-Picquet - Grenelle se place en dessous de celui de la ligne 10 immédiatement à l'est de la station, sans toutefois desservir cette dernière.

## Histoire
La station est ouverte le 13 juillet 1913 avec la mise en service du premier tronçon de la ligne 8, entre Opéra et le terminus provisoire de Beaugrenelle (actuelle station Charles Michels).
Elle doit sa dénomination initiale de Commerce à sa proximité avec la rue du Commerce, ainsi nommée en tant que principale artère commerçante de l'ancienne commune de Grenelle, et qui demeure depuis lors une des plus importantes rues commerçantes du quartier de Grenelle.
Le 1er mars 1937, la station est rebaptisée Avenue Émile Zola, appellation de l'avenue Émile-Zola sous laquelle elle est établie, celle-ci rendant hommage à l'écrivain naturaliste Émile Zola (1840-1902). Ladite station est depuis lors une des huit du réseau dont le nom actuel précise en préfixe la typologie de la voie dont elle reprend le toponyme (hors places et ponts), avec les stations Rue Saint-Maur (ligne 3), Quai de la Rapée (ligne 5), Quai de la Gare (ligne 6), Rue de la Pompe (ligne 9), Rue des Boulets (ligne 9), Rue du Bac (ligne 12) et Malakoff - Rue Étienne-Dolet (ligne 13).
Ce changement de dénomination vise à la distinguer de la nouvelle station Commerce, ouverte près de 300 mètres plus au sud le 27 juillet suivant, lorsque la ligne 8 est redirigée vers son terminus actuel de Balard depuis La Motte-Picquet - Grenelle, dans le cadre du remaniement des lignes 8, 10 et de l'ancienne ligne 14 (devenue une section de l'actuelle ligne 13 en 1976).
La station est ainsi la quatrième d'une série de cinq sur le réseau dont l'appellation inaugurale a été intégrée au nom d'une station plus récente, après Saint-Placide (ligne 4), George V (ligne 1) et Picpus (ligne 6), qui ont respectivement cédé leur nom d'origine aux stations Vaugirard (ligne 12), Alma - Marceau (ligne 6) et Saint-Mandé (ligne 1). Suivra ensuite la station Dugommier (ligne 6), dont le toponyme primitif sera incorporé à celui de la station Charenton - Écoles (ligne 8).
À la suite du remaniement précité, la station renommée est transférée à la ligne 10 dans la nuit du 26 au 27 juillet ; le service entre Porte d'Auteuil et Jussieu n'est toutefois assuré qu'à partir du 29 juillet suivant, se limitant dans un premier temps à La Motte-Picquet - Grenelle à l'est.
Dans le cadre du programme « Renouveau du métro » de la RATP, les couloirs de la station et l'éclairage des quais sont rénovés le 13 novembre 2003.

## Services aux voyageurs

### Accès
La station dispose de deux accès constitués d'escaliers fixes agrémentés d'une balustrade de style Dervaux, débouchant de part et d'autre de l'avenue Émile-Zola :
- l'accès no 1 « Rue Fondary », se trouvant face au no 143 de l'avenue ;
- l'accès no 2 « Rue du Commerce », orné d'un des rares candélabres Val d'Osne subsistants du réseau, se situant au droit du no 154 de l'avenue.

Accès à la station
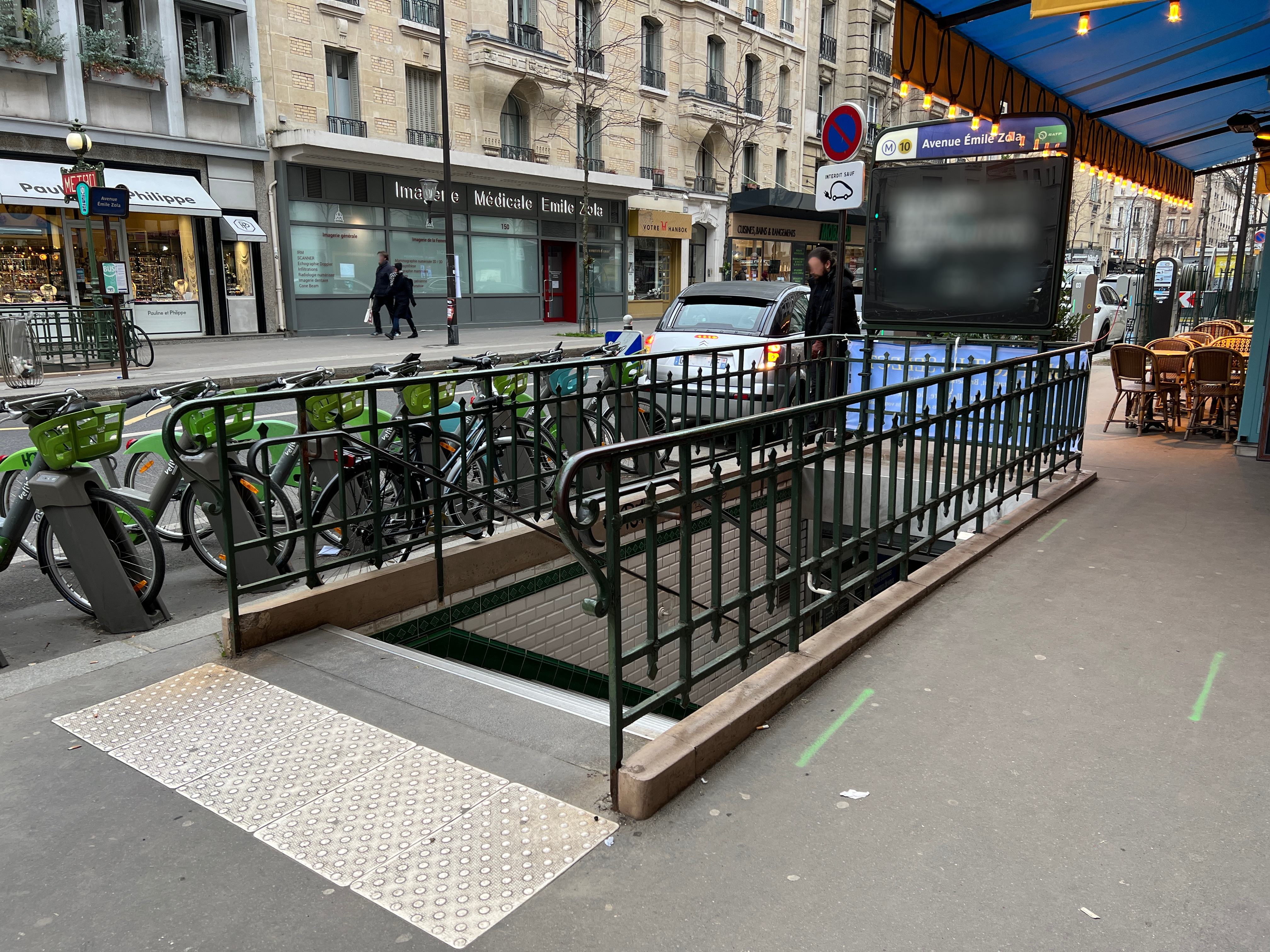
L'accès no 1, « Rue Fondary ».
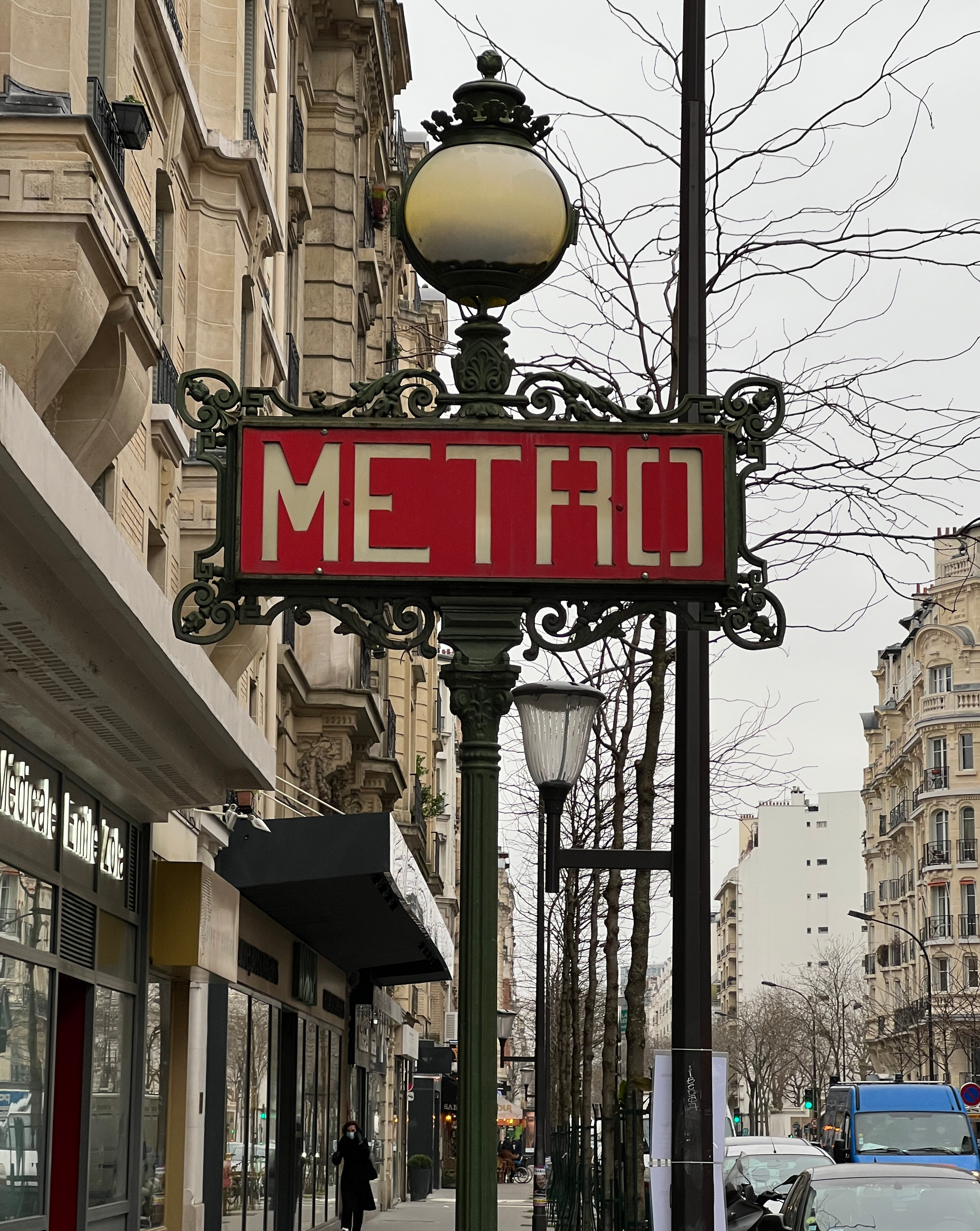
Candélabre Val d'Osne.
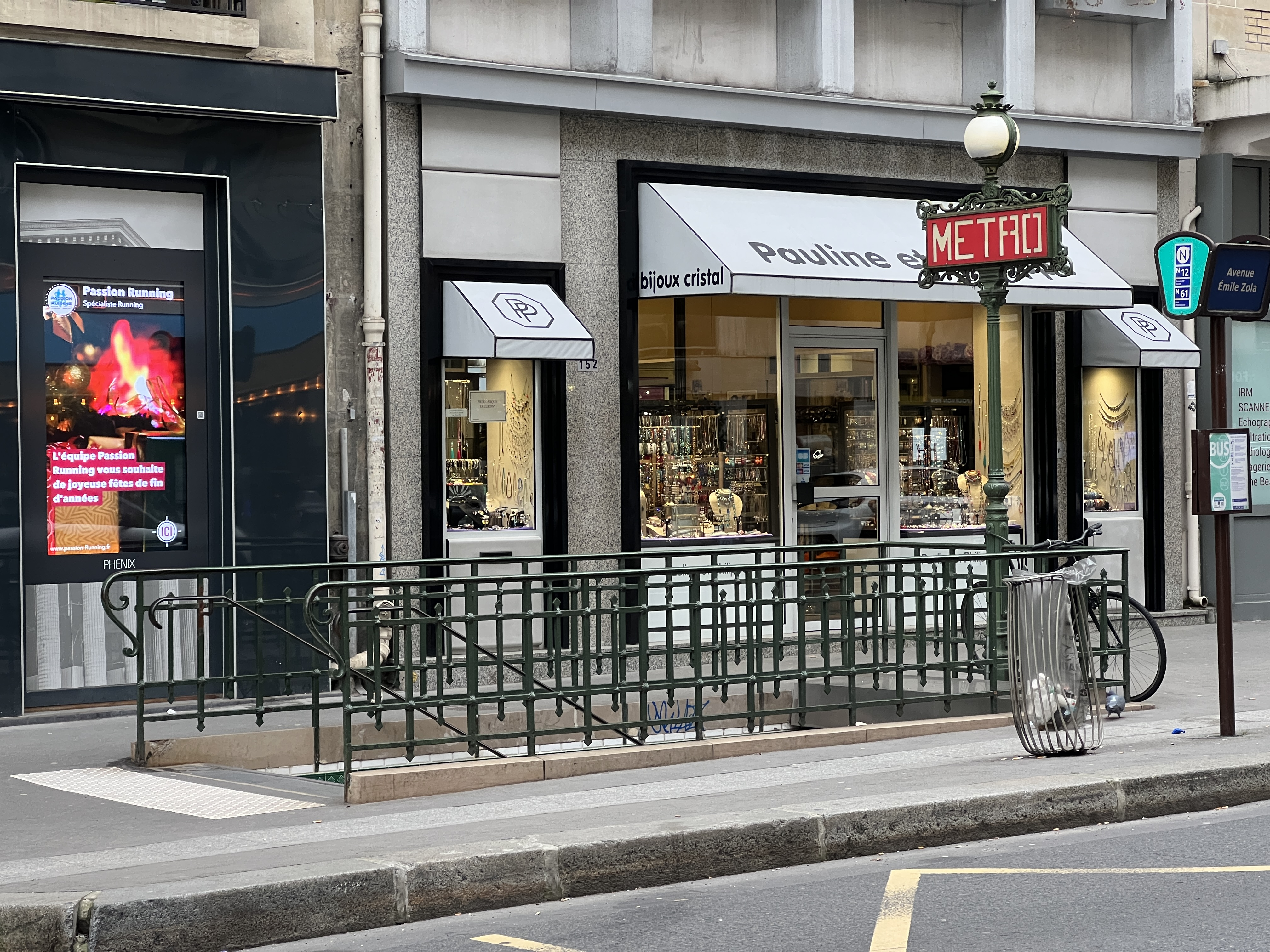
L'accès no 2, « Rue du Commerce ».

### Quais
Avenue Émile-Zola est une station de configuration standard pour le métro de Paris : elle possède deux quais, d'une longueur conventionnelle de 75 mètres, séparés par les voies du métro situées au centre. De par sa construction à fleur de sol, le plafond est constitué d'un tablier métallique supportant la chaussée en surface, dont les poutres, peintes en bleu foncé, sont soutenues par des piédroits verticaux et reliées entre elles par des cornières, lesquelles portent des voûtains en briques peints en blanc. Cas unique pour une station de ce type, l'éclairage est assuré par deux bandeaux-tubes suspendus (celui du quai en direction de Gare d'Austerlitz étant dépourvu de vasques). Les traditionnels carreaux en céramique blancs biseautés recouvrent les piédroits ainsi que les tympans, les cadres publicitaires sont métalliques et le nom de la station est inscrit en police de caractères Parisine sur des plaques émaillées. Les sièges sont de style « Motte » de couleur bleue afin de s'harmoniser avec la teinte de la couverture métallique.

Quais de la station
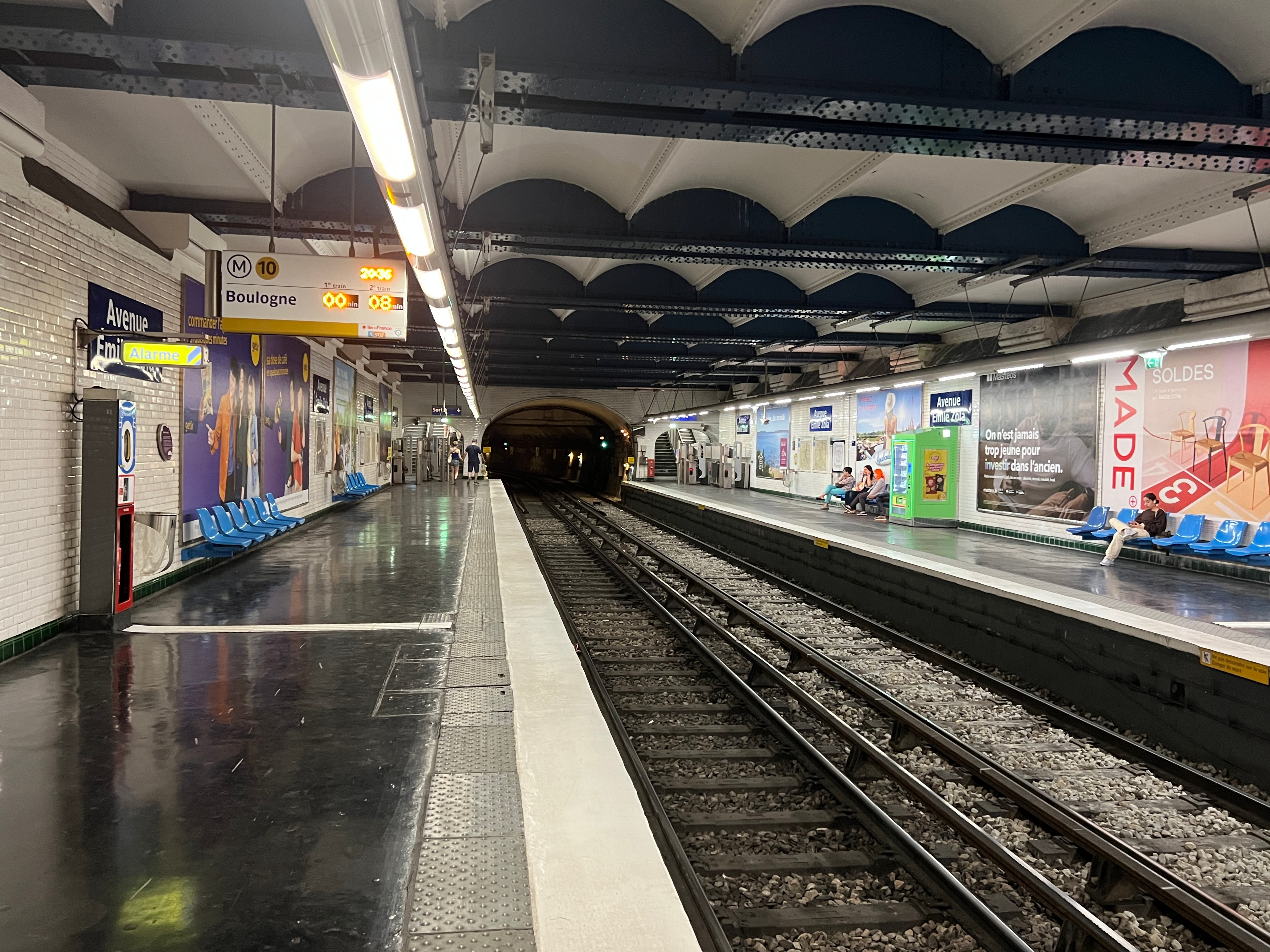
Les quais vus en direction de Gare d'Austerlitz.
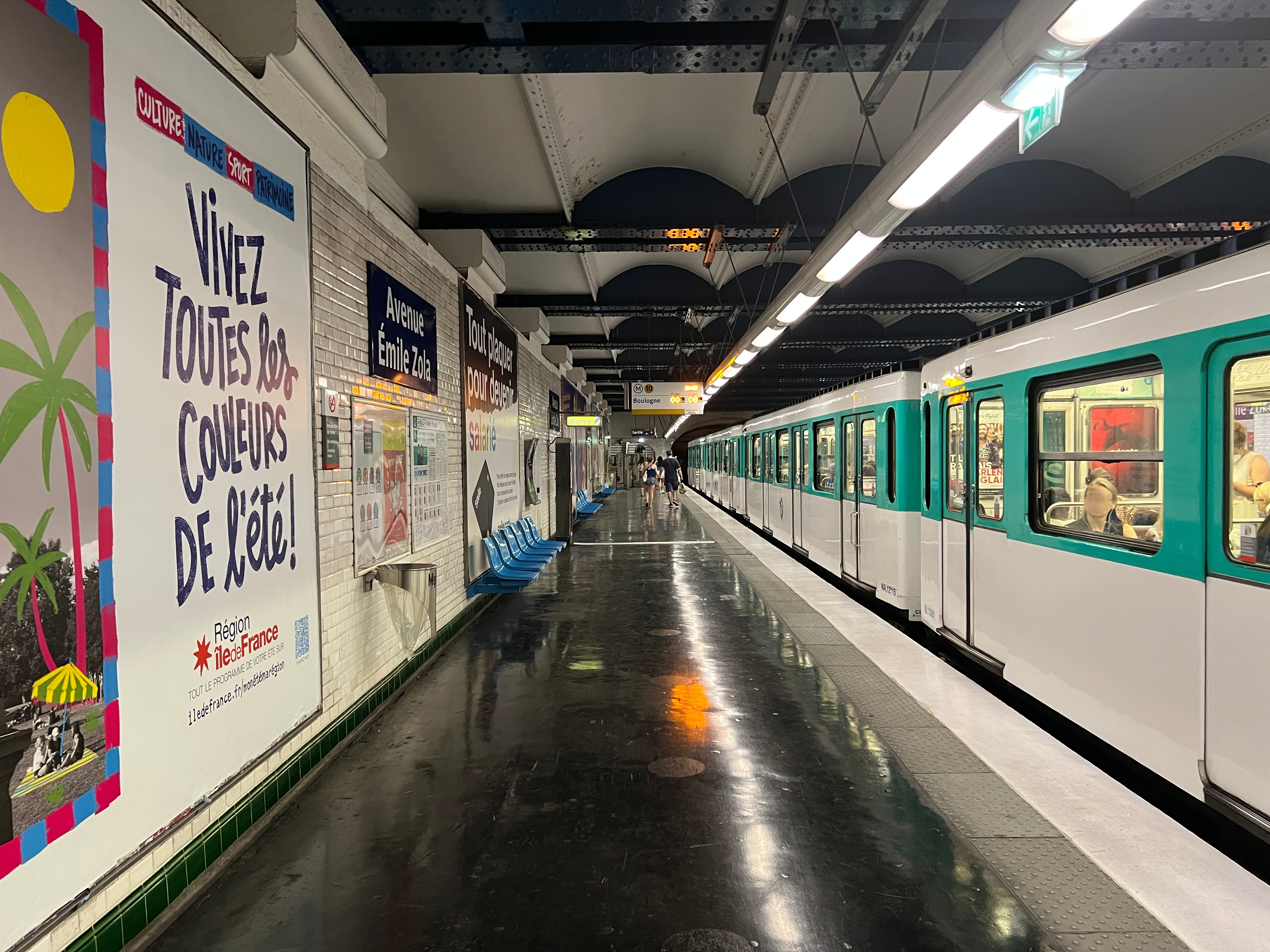
Arrêt d'une rame MF 67 pour Boulogne - Pont de Saint-Cloud.
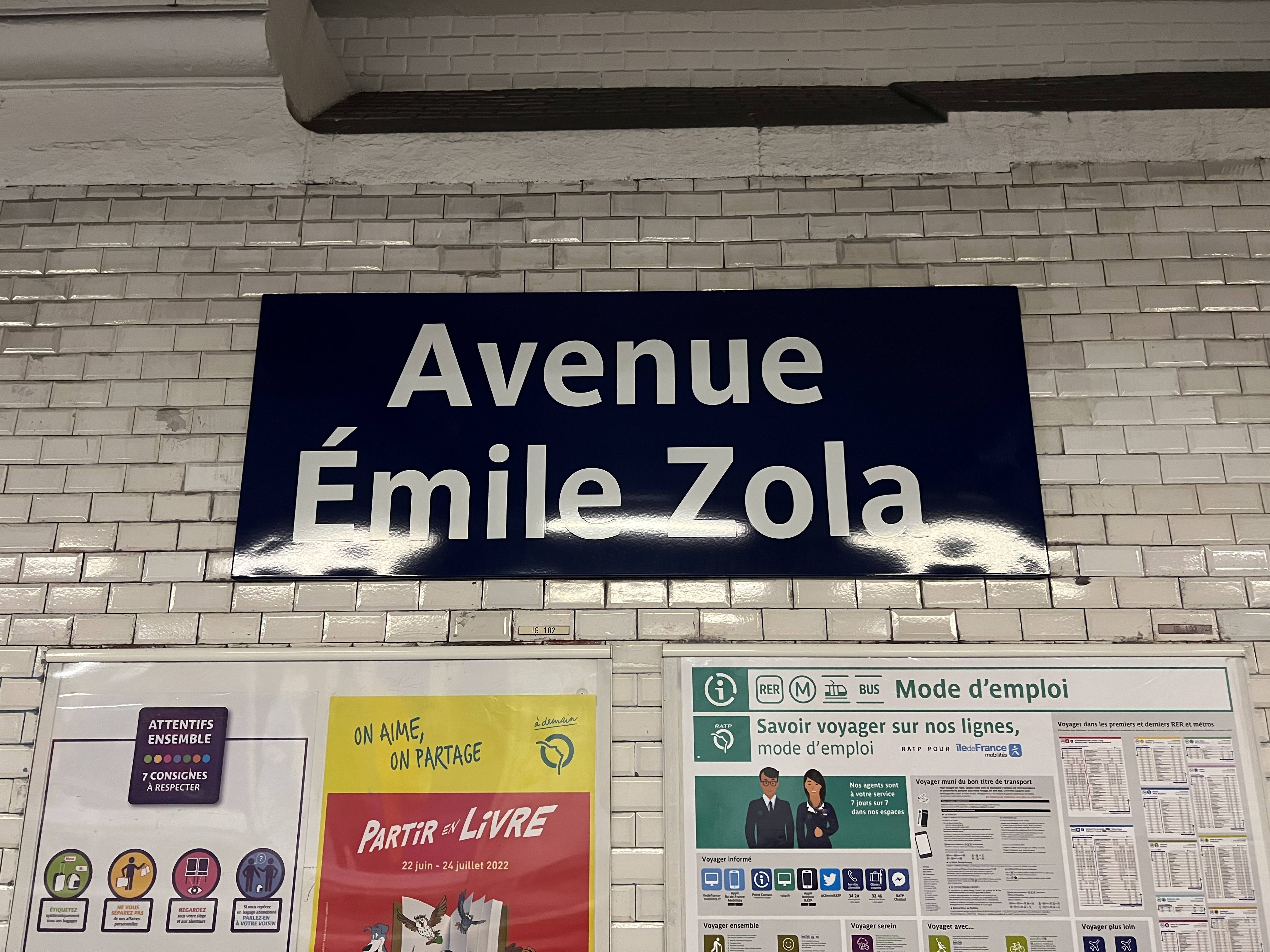
Plaque émaillée indiquant le nom de la station.

### Intermodalité
La station ne dispose d'aucune correspondance avec le réseau de bus RATP en journée. En revanche, elle est desservie la nuit par les lignes N12 et N61 du réseau de bus Noctilien.

## Fréquentation
Nombre de voyageurs entrés à cette station :
| Année                      | 2013      | 2014      | 2015      | 2016      | 2017      | 2018      | 2019      | 2020    | 2021      |
| -------------------------- | --------- | --------- | --------- | --------- | --------- | --------- | --------- | ------- | --------- |
| Nombre de voyageurs par an | 1 476 223 | 1 551 758 | 1 470 809 | 1 466 777 | 1 471 634 | 1 506 963 | 1 479 759 | 823 178 | 1 041 233 |
| Rang                       | 280e      | 278e      | 280e      | 277e      | 280e      | 280e      | 280e      | 263e    | 280e      |
| Nombre de stations         | 302       | 302       | 302       | 302       | 302       | 302       | 302       | 304     | 304       |

## À proximité
- Rue du Commerce (rue commerçante ayant, grâce à ses bâtiments relativement bas, conservé une allure de village)
- Chapelle Notre-Dame-de-Grâce de Grenelle
- École Jeannine-Manuel (site de Paris)